# S/2009 (2002 XH91) 1
S/2009 (2002 XH91) 1, também escrito como S/2009 (2002 XH91) 1, é o objeto secundário do corpo celeste denominado de 2002 XH91. Ele é um objeto transnetuniano que tem cerca de 185 km de diâmetro e orbita o corpo primário a uma distância de 19 900 ± 100 km.

## Descoberta
S/2009 (2002 XH91) 1 foi descoberto no dia 08 de novembro de 2008 por K. S. Noll, W. M. Grundy, S. D. Benecchi, E. A. Barker e H. A. Levison através do Telescópio Espacial Hubble e sua descoberta foi anunciada em 27 de maio de 2009.